# Kotoko (Sängerin)

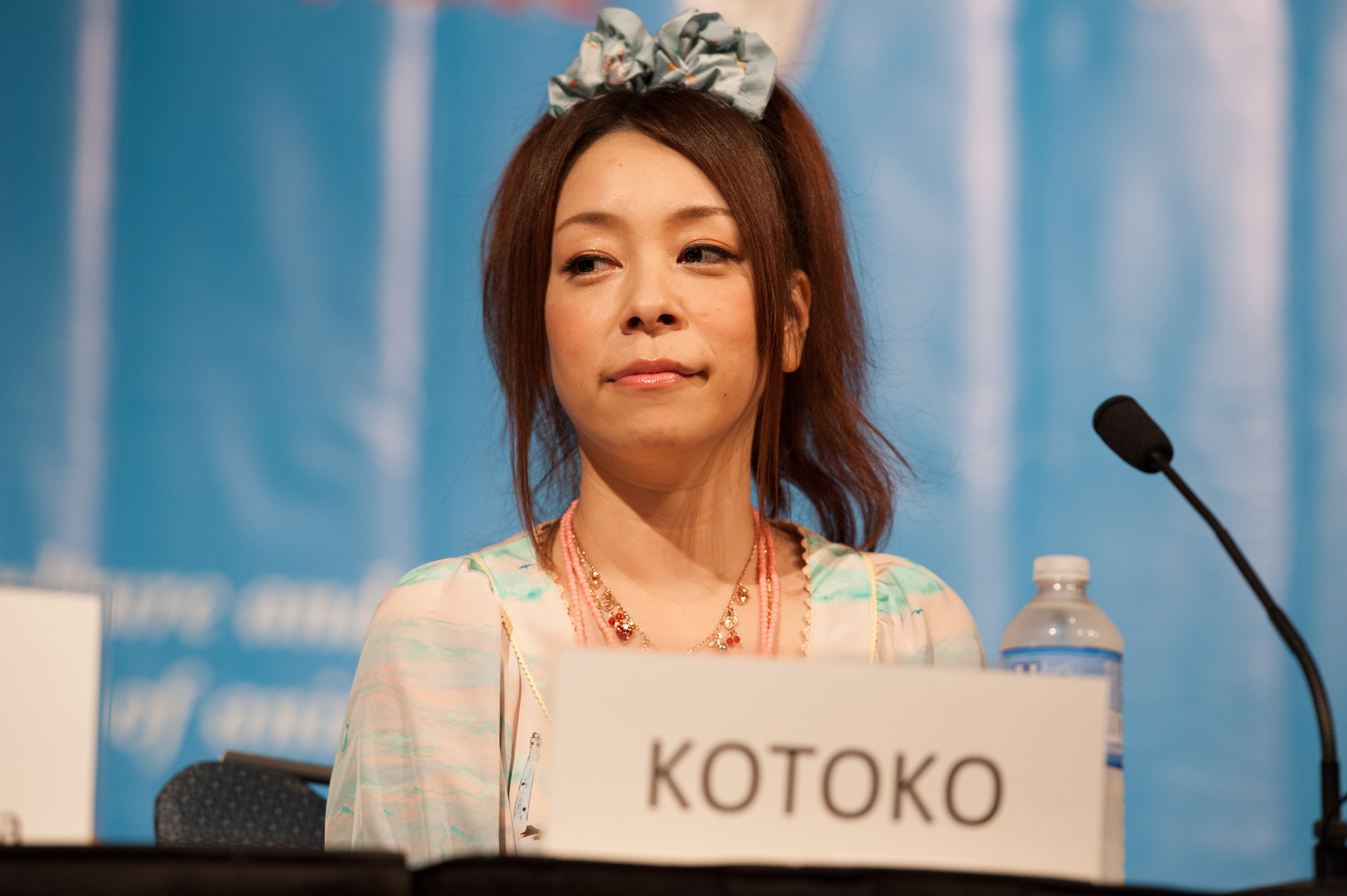
Kotoko (2012)

Kotoko (japanisch コトコ; * 19. Januar 1980 in Sapporo), üblicherweise nur in Großbuchstaben geschrieben, ist eine weibliche J-Pop-, Trance- und Techno-Sängerin.
Zudem komponiert sie und schreibt ihre eigenen Songtexte sowie für andere Sänger.
Sie arbeitet häufig mit den Produzenten von I’ve Sound zusammen und steuerte zu vielen Animes und Computerspielen Lieder bei, wie zum Beispiel zu Shakugan no Shana, Hayate no Gotoku!, Kannazuki no Miko und Starship Operators.

## Biografie
Schon in ihrer Schulzeit in der Grundschule glaubte sie, dass ihre Karriere von ihrer Stimme abhängen würde und nahm an so vielen Vorsingen wie möglich teil. Zusätzlich besuchte sie Kurse an der Musikschule Haura, mit denen sie ihre Fähigkeiten verbesserte.
Eine professionelle Sängerin wurde sie im Jahr 1999. Sie gewann ein Vorsingen, das von den Produzenten von I’ve Sound veranstaltet wurde, und überzeugte mit ihren ersten zwei Alben. Ihr zweites Album, Glass no Kaze, bekam viele gute Kritiken und wurde sehr gelobt in vielen Internet Communities.
Ihr erstes Album heißt Sora o Tobetara und kam 2000 auf den Markt. Viele Songs wurden später noch einmal neu aufgenommen für ihr erstes I’ve-Sound-Album Hane.
Kotokos erster Auftritt in den USA war ihr erfolgreicher Auftritt bei der Anime Expo 2005, gefolgt von der KOTOKO LAX Tour.

## Diskografie

### Alben
| Jahr | Titel                                          | Höchstplatzierung, Gesamtwochen, AuszeichnungChartsChartplatzierungen (Jahr, Titel, Platzierungen, Wochen, Auszeichnungen, Anmerkungen) | Anmerkungen                                                              |
| Jahr | Titel                                          | JP | Anmerkungen                                                              |
| ---- | ---------------------------------------------- | --- | ------------------------------------------------------------------------ |
| 2000 | Sora o tobetara (空を飛べたら…)                | — | Erstveröffentlichung: 29. Dezember 2000                                  |
| 2004 | Hane (羽-hane-)                                | JP7 (6 Wo.)JP | Erstveröffentlichung: 21. April 2004 Verkäufe JP: + 40.000               |
| 2005 | Garasu no Kaze                                 | JP6 (7 Wo.)JP | Erstveröffentlichung: 8. Juni 2005 Verkäufe JP: + 48.000                 |
| 2006 | Uzu-Maki                                       | JP16 (7 Wo.)JP | Erstveröffentlichung: 13. Dezember 2006 Verkäufe JP: + 37.000            |
| 2009 | Epsilon no Fune                                | JP12 (5 Wo.)JP | Erstveröffentlichung: 14. Oktober 2009 Verkäufe JP: + 15.000             |
| 2009 | Anime’s Compilation Best                       | JP32 (5 Wo.)JP | Erstveröffentlichung: 23. Dezember 2009 Kompilation Verkäufe JP: + 9.801 |
| 2011 | Hiraku Uchuu Pocket                            | JP21 (3 Wo.)JP | Erstveröffentlichung: 5. Oktober 2011 Verkäufe JP: + 5.199               |
| 2013 | Kūchū Puzzle                                   | JP19 (3 Wo.)JP | Erstveröffentlichung: 20. November 2013                                  |
| 2018 | Tears Cyclone: Kai                             | JP29 (2 Wo.)JP | Erstveröffentlichung: 27. Juni 2018                                      |
| 2019 | Tears Cyclone: Sei                             | JP25 (2 Wo.)JP | Erstveröffentlichung: 26. Juni 2019                                      |
| 2020 | Kotoko’s Game Song Complete Box「The Bible」   | JP4 (8 Wo.)JP | Erstveröffentlichung: 21. April 2020                                     |
| 2021 | Kotoko Anime Song’s Complete Album “The Fable” | JP18 (4 Wo.)JP | Erstveröffentlichung: 17. November 2021                                  |

### Singles
| Jahr | Titel Album                                         | Höchstplatzierung, Gesamtwochen, AuszeichnungChartsChartplatzierungen (Jahr, Titel, Album, Platzierungen, Wochen, Auszeichnungen, Anmerkungen) | Anmerkungen                                                   |
| Jahr | Titel Album                                         | JP | Anmerkungen                                                   |
| ---- | --------------------------------------------------- | --- | ------------------------------------------------------------- |
| 2000 | Love a Riddle –                                     | — | Erstveröffentlichung: 5. Dezember 2001                        |
| 2004 | Oboetete ii yo / DuDiDuWa*lalala Garasu no Kaze     | JP15 (7 Wo.)JP | Erstveröffentlichung: 11. August 2004 Verkäufe JP: + 19.000   |
| 2004 | Re-Sublimity Garasu no Kaze                         | JP8 (12 Wo.)JP | Erstveröffentlichung: 17. November 2004 Verkäufe JP: + 50.000 |
| 2005 | 421: A Will Garasu no Kaze                          | JP16 (5 Wo.)JP | Erstveröffentlichung: 13. Oktober 2005 Verkäufe JP: + 14.000  |
| 2006 | Being Uzu-Maki                                      | JP4 (9 Wo.)JP | Erstveröffentlichung: 23. März 2006 Verkäufe JP: + 35.000     |
| 2006 | Chercher (シャルシェ) Uzu-Maki                      | JP16 (7 Wo.)JP | Erstveröffentlichung: 25. Oktober 2006 Verkäufe JP: + 19.000  |
| 2007 | Kirei na Senritsu (きれいな旋律) –                  | JP18 (6 Wo.)JP | Erstveröffentlichung: 7. März 2007 Verkäufe JP: + 12.000      |
| 2007 | Hayate no Gotoku! (ハヤテのごとく!) Epsilon no Fune | JP7 (11 Wo.)JP | Erstveröffentlichung: 23. Mai 2007 Verkäufe JP: + 24.000      |
| 2007 | Shichiten Hakki Shijō Shugi (七転八起☆至上主義!) –  | JP8 (20 Wo.)JP | Erstveröffentlichung: 17. Oktober 2007 Verkäufe JP: + 24.000  |
| 2007 | Real Onigokko (リアル鬼ごっこ) Epsilon no Fune      | JP15 (9 Wo.)JP | Erstveröffentlichung: 19. Dezember 2007 Verkäufe JP: + 11.000 |
| 2008 | Blaze Epsilon no Fune                               | JP13 (10 Wo.)JP | Erstveröffentlichung: 12. März 2008 Verkäufe JP: + 27.000     |
| 2008 | Special Life! –                                     | JP13 (6 Wo.)JP | Erstveröffentlichung: 21. Mai 2008 Verkäufe JP: + 14.500      |
| 2008 | U Make Ai Dream (U Make 愛 Dream) –                 | JP46 (5 Wo.)JP | Erstveröffentlichung: 3. Dezember 2008 Verkäufe JP: + 5.600   |
| 2009 | Ao-Iconoclast / Pigeon-The Green-ey’d Monster –     | JP26 (5 Wo.)JP | Erstveröffentlichung: 24. Juni 2009 Verkäufe JP: + 6.200      |
| 2009 | Snipe –                                             | JP62 (2 Wo.)JP | Erstveröffentlichung: 24. Juni 2009 Verkäufe JP: + 7.000      |
| 2009 | Daily-daily Dream –                                 | JP16 (5 Wo.)JP | Erstveröffentlichung: 26. August 2009 Verkäufe JP: + 10.428   |
| 2009 | Screw –                                             | JP24 (4 Wo.)JP | Erstveröffentlichung: 16. Dezember 2009 Verkäufe JP: + 5.311  |
| 2010 | Hekira no Sora e Izanaedo –                         | JP18 (5 Wo.)JP | Erstveröffentlichung: 7. Juli 2010 Verkäufe JP: + 7.618       |
| 2010 | Loop-the-Loop Kūchū Puzzle                          | JP18 (4 Wo.)JP | Erstveröffentlichung: 20. Oktober 2010 Verkäufe JP: + 6.682   |
| 2011 | Light My Fire Kūchū Puzzle                          | JP19 (9 Wo.)JP | Erstveröffentlichung: 16. November 2011 Verkäufe JP: + 11.361 |
| 2012 | Unfinished Kūchū Puzzle                             | JP14 (9 Wo.)JP | Erstveröffentlichung: 16. Mai 2012                            |
| 2012 | Restart Kūchū Puzzle                                | JP37 (4 Wo.)JP | Erstveröffentlichung: 19. Dezember 2012                       |
| 2014 | Tough Intention –                                   | JP34 (4 Wo.)JP | Erstveröffentlichung: 23. Juli 2014                           |
| 2014 | Zone-It –                                           | JP48 (2 Wo.)JP | Erstveröffentlichung: 5. November 2014                        |
| 2020 | SticK Out –                                         | JP28 (2 Wo.)JP | Erstveröffentlichung: 17. November 2020                       |
| 2022 | Fastest! –                                          | JP59 (1 Wo.)JP | Erstveröffentlichung: 19. Januar 2022                         |